# Matthew Le Tissier
Matthew Paul Le Tissier (Saint Peter Port, 14 oktober 1968) is een voormalig Engels profvoetballer die zijn gehele carrière voor Southampton speelde. In de 16 seizoenen die hij bij "The Saints" onder contract stond, groeide hij uit tot een clubicoon dat in totaal 540 wedstrijden afwerkte en daarin 209 doelpunten scoorde. Hij stond vooral bekend vanwege zijn briljante balgevoel en begenadigde schottechniek, vandaar dat hij ook de bijnaam "Le God" kreeg. Ondanks aanbiedingen van verschillende topclubs, is Le Tissier zijn club Southampton altijd trouw gebleven, wat de populariteit onder fans alleen maar vergrootte.

## Clubcarrière

### Jeugd
Matt Le Tissier werd geboren in 1968 op Guernsey, een van de Britse Kanaaleilanden. Op het eiland begon hij zijn loopbaan bij Vale Recreation. Bij die club bleek al snel dat hij over een uitzonderlijk talent beschikte. Een van zijn bijzondere eigenschappen was dat hij direct kon scoren vanuit een hoekschop, een kunstje waar ook Mario Basler bekend om stond. Zijn talent was te groot voor zo'n klein eiland en op 16-jarige leeftijd kwam hij dan ook in de belangstelling te staan van Oxford United. Le Tissier legde een proeftraining af en kreeg achteraf te horen dat hij over voldoende talent beschikte maar dat hij wegens overgewicht weer terug mocht keren naar huis. In mei 1985, toen hij net zijn schooldiploma had behaald, kreeg hij opnieuw de kans om naar het betaalde voetbal over te stappen. Ditmaal toonde Southampton interesse nadat het jeugdteam van Vale Recreation een vriendschappelijke wedstrijd tegen de jeugd van The Saints had gespeeld. Le Tissier bleek de uitblinker op het veld en verdiende daarmee een contract bij de Engelse profclub. Een jaar lang kwam hij uit voor verschillende jeugdelftallen en stootte daar door alle rangen heen om vervolgens op 2 september 1986 zijn debuut te maken in The Dell tegen Norwich City.

### Southampton
Al snel sloten de fans Le Tissier in hun hart. Zijn eerste doelpunten voor The Saints maakte hij in november 1986, tijdens de League Cup-wedstrijd tegen Manchester United. Southampton won met 4-1 en Le Tiss was verantwoordelijk geweest voor twee doelpunten. De treffers hadden echter een groot gevolg want de verloren wedstrijd betekende het einde van manager Ron Atkinson en de introductie van het tijdperk Ferguson. Ook de hattrick tegen Leicester City tijdens zijn debuutjaar maakte hem populair. Dit was geen normale wedstrijd omdat het hele veld onder de sneeuw lag. Le Tissier gleed echter elegant over het besneeuwde gras en scoorde daarnaast ook nog eens drie doelpunten. Vier jaar later was de aanvaller uitgegroeid tot een vaste waarde binnen het elftal en kreeg hij de verantwoording over de strafschoppen. Ook daarvoor bleek hij een groot talent te bezitten, van de 49 strafschoppen die hij in zijn carrière nam werd er maar één gestopt. Mark Crossley, keeper van Nottingham Forest, wist als enige doelman een penalty van Le Tissier te keren.
De speelwijze van Le God kenmerkte zich vooral door imposante slalommen en geweldige afstandschoten. De stijl was puur gebaseerd op techniek en hij scoorde daarom ook vaak vanuit situaties waarbij er niet sprake van een kans leek te zijn. Een speler van zijn kaliber had de club in zijn meer dan 100-jarige bestaan nog nooit gezien. Collega Paul Gascoigne noemde hem ooit bewonderend "a genius". Er waren echter ook critici die de speelwijze van de spits maar niets vonden, hij slenterde vaak maar wat over het veld en er werd hem een gebrek aan vechtlust verweten. Le Tiss beantwoordde deze kritiek echter met doelpunten: 162 in de competitie en 47 in diverse bekerwedstrijden.

### Transferperikelen
Aan het einde van het seizoen 1990/91 werd de middenvelder verkozen tot PFA Young Player of the Year. In de daarop aansluitende zomer toonde Tottenham Hotspur ineens concrete interesse. Paul Gascoigne was die transferperiode naar Lazio Roma vertrokken en de club zocht een vervanger. Tottenham was al sinds de jeugd van Matthew zijn favoriete club geweest en hij besloot het aangeboden contract te ondertekenen. Nadat hier een dag overheen was gegaan, was hij echter van gedachten veranderd en verscheurde hij het contract met als reden dat hij er spijt van zou krijgen. Southampton was hem te dierbaar geworden. Ook Chelsea en Manchester United bleken achter hem aan te zitten, maar kregen nul op het rekest. Chelsea-manager Matthew Harding bleek zelfs bereid te zijn om voor de overgang van Matt Le Tissier de transferrecords te verbreken. Dit had echter geen effect op Le God. Zelfs toen de Italiaanse grootmacht AC Milan bij Southampton aanklopte, gaf Le Tissier geen kik. De Milanezen golden destijds als de heersers van het Europese voetbal met Maldini, Baresi, Savićević en Boban in de gelederen. Matt moest als schakel tussen het middenveld en de aanval gaan fungeren. Southampton wist echter hun God te behouden en dit werd vanaf de tribunes gevierd: "Le Tiss! Le Tiss! Matt Matt Le Tiss! He gets the ball, he takes the piss! Matt Matt Le Tiss!"

### Populariteit
Dat niet alleen de fans van Southampton aan zijn voeten lagen, blijkt uit het feit dat zelfs een vliegtuig van Flybe de beeltenis van Matt Le Tissier draagt. Op het vliegtuig is een afbeelding te zien van een jubelende Le Tiss nadat hij een doelpunt scoorde tegen Manchester United. Enkel George Best en Matt Le Tiss hebben de eer gehad om op een vliegtuig te zijn afgebeeld. Best was overigens ook degene die hem ooit met de volgende woorden omschreef: "Hij heeft het in zich om een superster te worden. Zijn talent is buitengewoon".
De introductie van de Premier League verliep tegelijk met het hoogtepunt van Le Tissiers carrière. Deze bevond zich namelijk in de eerste helft van de jaren 90. Hij sloot de seizoenen tussen 1992 en 1995 af met respectievelijk 15, 25 en 20 doelpunten, waarvan de meeste werden gemaakt vanuit afstandschoten. Een van deze afstandschoten was die tegen Blackburn Rovers. Na enkele spelers te zijn gepasseerd, schoot Le Tissier de bal vanaf 30 meter in de linkerbovenhoek. Aan het einde van het seizoen 1994/95 werd deze treffer verkozen tot Doelpunt van het Jaar. Ook in minder trefzekere seizoenen bleek hij echter van grote waarde. Ongeacht hoe men over hem dacht, staat het buiten kijf dat de publiekslieveling vaak persoonlijk verantwoordelijk was voor het feit dat Southampton niet degradeerde.
Le Tissier was de eerste middenvelder die de magische grens van 100 doelpunten in de Premier League bereikte. Op 1 april 2000 behaalde hij deze mijlpaal toen hij in de thuiswedstrijd tegen Sunderland vanuit een penalty de 1-2 binnen schoot. Op dat moment bevond hij zich in het selecte gezelschap van slechts een handvol spelers die hetzelfde hadden bereikt (anno 2012 zijn dit er 21). Zijn laatste doelpunt voor The Saints maakte hij een seizoen later. Deze bleek memorabel omdat het ook het laatste doelpunt was dat in The Dell werd gemaakt. Het 103 jaar oude stadion werd te klein en de club zou vanaf het volgende seizoen zijn wedstrijden afwerken in het veel grotere St. Mary's Stadium. De laatste wedstrijddag van het seizoen 2000/01 was tegen Arsenal in eigen huis. Tweemaal kwamen The Saints op achterstand tegen de Gunners, maar beide keren wisten ze de stand weer gelijk te trekken. In de 74e minuut kwam een aangeslagen Le Tissier vervolgens binnen de krijtlijnen. Twee minuten voor het einde van de wedstrijd kreeg hij de bal ineens aangespeeld, Le God stond echter met zijn rug richting de goal. Met twee snelle passen nam hij de bal mee en met een dropkick plaatste hij deze in de linkerhoek van het doel, achter keeper David Seaman. Het stadion ontplofte en huilende fans vierden nog minutenlang na het laatste fluitsignaal het bevrijdende doelpunt van Matthew Le Tissier. Dat hij een van de beste voetballers van zijn generatie was, was ook Arsenal-manager Arsène Wenger opgevallen, hij vergeleek hem met een van de grootste spelers ooit: "I believe that when Le Tissier was younger he was a little bit like Michel Platini. He could see the right pass and could finish well." Wat niemand nog wist, was dat Arsenal na deze verliespartij, een unieke prestatie zou neerzetten door een jaar lang geen enkele competitiewedstrijd meer te verliezen.

### Afscheid
In 2002 besloot Le Tissier dat er een einde aan zijn carrière was gekomen. Sinds 1998, toen hij een armbreuk opliep, kwakkelde hij aanhoudend met verschillende blessures. In het seizoen 2000/01 kwam hij niet verder dan acht optredens en in het seizoen 2001/02 zelfs maar tot vier. Toch was het geen lastige beslissing geweest: "Het is een gevolg van drie jaar blessureleed, ik zou niet nog een seizoen op deze manier door kunnen gaan. Het is niet gelukt om een serie wedstrijden achter elkaar te spelen, niet eens bij de reserves. Als ik de indruk zou hebben dat ik weer als in mijn beste dagen zou spelen, dan was het anders geweest. Maar mijn lichaam geeft me geen stille hints, het schreeuwt het voortdurend uit". Op 14 mei 2002 nam de bij vlagen geniale voetballer voorgoed afscheid van de fans. Dit gebeurde tijdens een testimonial tegen een elftal van Engelse internationals dat onder leiding stond van Kevin Keegan. Alle 32.000 kaarten voor de wedstrijd waren uitverkocht en het publiek kreeg waar voor hun geld: het duel eindigde in het een spectaculair 9-9 gelijkspel. Enkele grote voetballers hadden aangegeven wel te willen opdraven voor het afscheidsduel van Le God, waaronder ex-ploeggenoot Alan Shearer en Ian Wright. Ook Southampton-manager Gordon Strachan maakte nog even zijn opwachting op het veld. Daarnaast kreeg de familie van Matthew de kans om mee te doen, zijn zoons Mitchell en Keeleigh mochten aan Engelse kant meespelen. Mitchell werd de uitblinker van de wedstrijd door viermaal te scoren. Het duel werd gefloten door Mark Le Tissier, de broer van Matthew.

## Clubstatistieken
| Seizoen | Club        | Competitie     | League | League | FA Cup | FA Cup | League Cup | League Cup | Full Members Cup | Full Members Cup | Totaal | Totaal |
| Seizoen | Club        | Competitie     | Duels  | Goals  | Duels  | Goals  | Duels      | Goals      | Duels            | Goals            | Duels  | Goals  |
| ------- | ----------- | -------------- | ------ | ------ | ------ | ------ | ---------- | ---------- | ---------------- | ---------------- | ------ | ------ |
| 1986–87 | Southampton | First Division | 24     | 6      | 1      | 0      | 4          | 2          | 2                | 2                | 31     | 10     |
| 1987–88 | Southampton | First Division | 19     | 0      | 1      | 1      | 1          | 1          | 1                | 0                | 22     | 2      |
| 1988–89 | Southampton | First Division | 28     | 9      | 2      | 0      | 4          | 2          | 2                | 0                | 36     | 11     |
| 1989–90 | Southampton | First Division | 35     | 20     | 2      | 1      | 7          | 3          | –                | –                | 44     | 24     |
| 1990–91 | Southampton | First Division | 35     | 19     | 3      | 2      | 4          | 2          | 1                | 0                | 43     | 23     |
| 1991–92 | Southampton | First Division | 32     | 6      | 7      | 1      | 6          | 1          | 6                | 7                | 51     | 15     |
| 1992–93 | Southampton | Premier League | 40     | 15     | 1      | 1      | 3          | 2          | –                | –                | 44     | 18     |
| 1993–94 | Southampton | Premier League | 38     | 25     | 2      | 0      | 0          | 0          | –                | –                | 40     | 25     |
| 1994–95 | Southampton | Premier League | 41     | 20     | 5      | 5      | 3          | 5          | –                | –                | 49     | 30     |
| 1995–96 | Southampton | Premier League | 34     | 7      | 5      | 1      | 4          | 2          | –                | –                | 43     | 10     |
| 1996–97 | Southampton | Premier League | 31     | 13     | 1      | 0      | 6          | 3          | –                | –                | 38     | 16     |
| 1997–98 | Southampton | Premier League | 26     | 11     | 1      | 0      | 3          | 3          | –                | –                | 30     | 14     |
| 1998–99 | Southampton | Premier League | 30     | 6      | 1      | 0      | 2          | 0          | –                | –                | 33     | 6      |
| 1999–00 | Southampton | Premier League | 18     | 3      | 0      | 0      | 3          | 0          | –                | –                | 21     | 3      |
| 2000–01 | Southampton | Premier League | 8      | 1      | 0      | 0      | 2          | 1          | –                | –                | 10     | 2      |
| 2001–02 | Southampton | Premier League | 4      | 0      | 1      | 0      | 0          | 0          | –                | –                | 5      | 0      |
| Totaal  | Totaal      | Totaal         | 443    | 161    | 33     | 12     | 52         | 27         | 12               | 9                | 539    | 209    |

## Interlandcarrière
Omdat Le Tissier afkomstig was van de Kanaaleilanden mocht hij zelf kiezen voor welk nationale elftal hij wilde uitkomen, die van Engeland, Wales, Noord-Ierland of Schotland. Hij koos voor Engeland en mocht op woensdag 9 maart 1994 met 25-jarige leeftijd debuteren in de vriendschappelijke wedstrijd tegen Denemarken (1-0) onder bondscoach Terry Venables. Deze scheen echter de kwaliteiten van Le Tissier niet helemaal te vertrouwen en koos in het vervolg vaak voor andere spelers. Als reden hiervoor werd vaak beweerd dat Le Tissier nooit de overstap had gemaakt naar een topclub, maar altijd streed tegen degradatie met Southampton. Het zouden echter ook wraakgevoelens kunnen zijn geweest jegens Le Tiss. Venables was namelijk tussen 1987 en 1993 de coach van Tottenham geweest, de club waar de middenvelder een contract had ondertekend, maar dit vervolgens een dag later had verscheurd.
De opvolger van Venables, Glenn Hoddle, zag het ook niet in hem zitten. Le Tissier bevond zich bij The Saints in een dode hoek waar bondscoaches hem niet opmerkten. Hij werd door Hoddle dan ook niet geselecteerd voor deelname aan het WK voetbal 1998 in Frankrijk. Hij behoorde zelfs niet tot de 30-koppige voorselectie. Dit was des te opvallender omdat de middenvelder kort daarvoor met Engeland B een prima wedstrijd had gespeeld tegen Rusland. Le Tissier was verantwoordelijk geweest voor drie doelpunten en raakte ook nog tweemaal de lat. Hoddle had zijn doelpunten niet gezien en vertrok zonder hem naar het WK. De Engelse voetbalwereld kookte, zeker omdat Engeland opnieuw niet wist te imponeren op een groot eindtoernooi en al vroeg werd uitgeschakeld. Le Tissier bleef nuchter onder de situatie: "Waarschijnlijk had ik meer wedstrijden gespeeld wanneer ik voor Italië of Frankrijk had gekozen". Uiteindelijk kwam hij maar tot een magere acht optredens (waarvan slecht twee keer 90 minuten) voor het nationale elftal en bleef zijn talent internationaal gezien altijd ondergewaardeerd.

### Interlands
| # | Datum      | Locatie  | Wedstrijd              | Minuten | Uitslag | Competitie        | Opmerking                        |
| - | ---------- | -------- | ---------------------- | ------- | ------- | ----------------- | -------------------------------- |
| 1 | 09/03/1994 | Londen   | Engeland – Denemarken  | 67'     | 1 – 0   | Vriendschappelijk | verving Paul Gascoigne           |
| 2 | 17/05/1994 | Londen   | Engeland – Griekenland | 65'     | 5 – 0   | Vriendschappelijk | verving Darren Anderton          |
| 3 | 22/05/1994 | Londen   | Engeland – Noorwegen   | 77'     | 0 – 0   | Vriendschappelijk | verving Paul Ince                |
| 4 | 12/10/1994 | Londen   | Engeland – Roemenië    | 90'     | 1 – 1   | Vriendschappelijk |                                  |
| 5 | 16/11/1994 | Londen   | Engeland – Nigeria     | 79'     | 1 – 0   | Vriendschappelijk | verving Peter Beardsley          |
| 6 | 15/02/1995 | Dublin   | Ierland – Engeland     | 27'     | 1 – 0   | Vriendschappelijk | wedstrijd na 27 minuten gestaakt |
| 7 | 01/09/1996 | Chisinau | Moldavië – Engeland    | 81'     | 0 – 3   | WK-kwalificatie   | verving Nick Barmby              |
| 8 | 12/02/1997 | Londen   | Engeland – Italië      | 90'     | 0 – 1   | WK-kwalificatie   |                                  |

## Persoonlijke prijzen
- PFA Young Player of the Year: 1991
- Southampton FC Player of the Season: 1990, 1994, 1995

## Nevencarrière

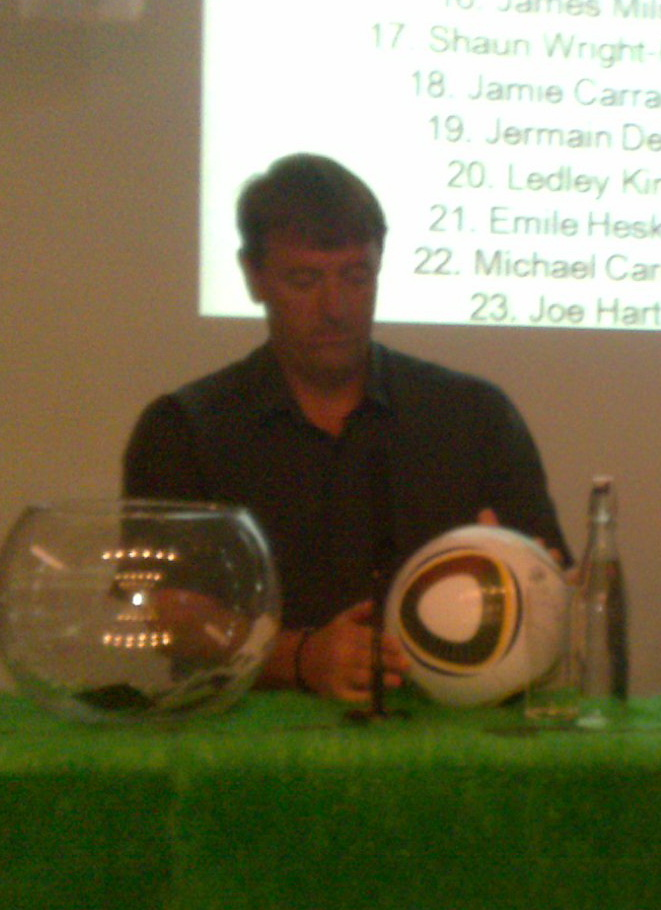
Le Tissier in 2010

Na zijn actieve carrière werd Le Tissier analist bij "Soccer Saturday" dat wordt uitgezonden op Sky Sports. Daarnaast heeft hij het voetbalveld ook nog niet helemaal vaarwel gezegd. In 2008 assisteerde hij Southampton-manager Jan Poortvliet nog een week lang met enkele veldtrainingen.
Als eerbetoon zijn enkele plekken naar Le Tissier vernoemd, dit zijn onder andere de hospitality suites in het St. Mary's Stadium en het appartementencomplex dat is gebouwd op de oude locatie van The Dell.

## Privéleven
Le Tissier trouwde met zijn jeugdliefde Cathy en kreeg met haar twee zoons, Mitchell en Keeleigh. In 1997 verliet hij hen echter voor de destijds 19-jarige Jordaanse Angela Nabulsi. Zijn vrouw vroeg een echtscheiding aan en verhuisde met de kinderen terug naar Guernsey. De nieuwe relatie hield niet lang stand, maar Le Tissier vond een nieuwe liefde in de Australische actrice Emily Symons. Kort nadat zij naar Engeland was verhuisd om bij hem te gaan wonen, scheidden ook zij zich van elkaar in augustus 2000. Oude liefde roest niet en Le Tissier kreeg weer opnieuw een relatie met Angela, zij trouwden op 19 mei 2008 in besloten kring.
De broers van Le Tissier (Mark, Kevin en Karl) voetbalden ook allemaal, maar nooit op een hoog niveau. Kevin en Karl legden wel trainingsstages af bij verschillende profclubs, maar wisten niet te overtuigen. Mark is tegenwoordig voorzitter van de Guernsey Football Association.